# Un model
Un model és una pintura sobre tela feta per Francesc Galofré i Oller el 1894 i que es troba conservada actualment a la Biblioteca Museu Víctor Balaguer, amb el número de registre 251 d'ençà que va ingressar el 1894.

## Descripció
Pintura en el centre de la qual hi ha el retrat de cos sencer d'un home vell assegut en un tamboret, tot fumant en pipa. Porta un barret a la mà, una capa penjada a les espatlles i espardenyes amb betes. L'escena té lloc en una sala, al fons de la qual hi ha, el marge inferior esquerre d'un quadre de gran format.

## Inscripció
Al quadre es pot llegir la inscripció "Galofre Oller"; "94".